# میله‌های دریایی
میله‌های دریایی (نام علمی: Plexauridae) نام یک تیره از راسته مرجان نرم است.